# 節丸雅矛
節丸 雅矛（せつまる まさむ、1965年9月22日 - ）は、J-WAVE取締役で、ニッポン放送の元ラジオディレクター、元プロデューサー、元社員、元ジャズ音楽家、作曲家。妻は元フジテレビ社員の山本麻祐子、従兄弟はフリーアナウンサーの節丸裕一。

## 来歴
桐朋高等学校、慶應義塾大学卒業。慶大在学時は、ビッグバンドジャズクラブである慶應ライトに在籍し、在学中から芸能プロダクションに所属し、芸能活動を行っていた。しかし、就活の時期になっても希望進路は特に無く、卒業後は漠然とプロの音楽家になると考えており、当時から付き合いのあった三宅裕司からアミューズへの就職も薦められたが、試しに受けてみたニッポン放送から内定を得て、同大卒業後、1989年4月に入社。同期は、現：CP局アナウンス室室長の増山さやか、元ディレクター、エンターテインメント開発部副部長、不動産投資家の菅沼尚宏（アユカワタカヲ）、元ディレクター、現・ホリプロ代表取締役会長兼社長の堀義貴。
入社後、同年7月7日付で、編成局制作部所属となりアシスタントディレクターとして『とんねるずのオールナイトニッポン』、『高田文夫のラジオビバリー昼ズ』担当となり、番組演出の無茶振りとして、公園でカップルの目の前でムードな曲のサックスを吹かされていた。バンドでは1st Alto Saxを担当。同年秋から、『寺内たけしのオールナイトニッポン』を担当。
以後、夜の番組のディレクターもやりながら、昼帯の番組のチーフプロデューサーも兼務して行き、特に『オールナイトニッポン』のディレクターとして、電気グルーヴ、松任谷由実の番組AD、U-turnの番組のディレクターを経た。1998年に『ゆずのオールナイトニッポン』のディレクターに。ゆずの番組中、いつも怒っていたので、ついたあだ名は「鬼丸」。『ココリコの@llnightnippon.com』では、「リサーチテーマが自己中心的」と批判された。普段も聴取率調査週間にも、企画ものに強く、企画物しかやらない。代打でディレクターをやってaikoに怒られたこともある。
横浜アリーナで行われた、ニッポン放送の深夜放送パーソナリティ総出演のイベント『LF+Rそんなのありーな!?（2000年8月）』『二度目もありーな!?（2001年8月）』『そんなのありーな!?エピソード（2002年8月）』のイベントプロデューサー。
その後、子会社であるエル・ファクトリーに出向し、制作本部長兼第一制作部長、復帰し、編成局制作部副部長兼同部プロデューサーを歴任し、2015年7月1日付人事にて、編成局編成部長に昇進。2018年7月1日付人事にて、ビジネス開発センター長に昇進。
2024年6月27日、J-WAVE取締役に就任。
2003年1月、当時：同社の元アナウンサーであった、現：フジテレビ編成局広報センター、元アナウンサーの山本麻祐子と結婚。

## 担当番組
- とんねるずのオールナイトニッポン※アシスタントディレクター
- 高田文夫のラジオビバリー昼ズ※アシスタントディレクター
- 腹よじれAGOHAZUSHI連盟※アシスタントディレクター
- 寺内たけしのオールナイトニッポン
- 伊集院光のOh!デカナイト
- ゆずのオールナイトニッポン（1998年10月7日～1999年3月24日）
  - ゆずのオールナイトニッポンGOLD（2009年12月1日～2015年3月26日）
- くりぃむしちゅーのオールナイトニッポン（2006年3月21日～2006年7月11日）異動した後もたとえてガッテンのコーナーで「節丸さんのネタは鉄板」という事をネタにされている。
- 高田文夫のラジオビバリー昼ズ
- 松任谷由実のオールナイトニッポン（1990年3月～1994年9月）
- 電気グルーヴのオールナイトニッポン
- U-turnのオールナイトニッポン（二部、@llnightnippon.comネタmail職人）
- ココリコの@llnightnippon.com（1999年6月～10月）
- 福山雅治のオールナイトニッポン
- 福山雅治のオールナイトニッポンサタデースペシャル・魂のラジオ
  - 福山雅治・西川貴教のオールナイトニッポンTV（フジテレビ）
- モーニング娘。中澤裕子のallnightnippon SUPER!
  - 中澤裕子のオールナイトニッポンallnightnippon Sunday Special
  - 中澤裕子のallnightnippon Sunday SUPER!
- ポルノグラフィティのallnightnippon SUPER!
  - @llnightnippon.com ポルノグラフィティのR317
- TAKEMURAのオールナイトニッポンいいネ!
- ゲゲゲの鬼太郎のオールナイトニッポン
- LF+R フライングナイト!木曜日
- 上柳昌彦 ごごばん!※プロデューサー
- 朝井リョウ&加藤千恵のオールナイトニッポン0(ZERO)プロデューサー
- MUTEKING THE Dancing HERO※プロジェクトマネージャー

ほか多数